# Iron Lord
Iron Lord è un videogioco di avventura grafica pubblicato nel 1989-1990 per i computer Acorn Archimedes, Amiga, Amstrad CPC, Atari ST, Commodore 64, MS-DOS e ZX Spectrum dalla Ubisoft. Ambientato nel Medioevo, è un'avventura con sottogiochi di vario genere, spesso paragonato nello stile ai titoli della Cinemaware come il più noto Defender of the Crown.

## Trama
Di ritorno in Francia dalle Crociate dopo anni di assenza, il principe erede di un piccolo regno scopre che suo zio ha usurpato il trono e governa da tiranno, anche con l'aiuto di forze demoniache.
Il giovane si ritrova ad attraversare il regno a cavallo da solo, inizialmente senza l'appoggio della popolazione, dovendo occasionalmente anche difendersi da guardie al servizio dell'usurpatore che cercano di assassinarlo.
Dovrà dimostrarsi valoroso e accumulare i fondi necessari per radunare un esercito sotto il proprio comando, con il quale attaccare le forze dello zio e riprendere le terre che gli spettano. Sconfitto l'esercito nemico, c'è una caccia finale alle forze del male in un enorme labirinto sotterraneo.

## Modalità di gioco
Inizialmente il gioco è un'avventura dove il giocatore controlla il principe e deve scoprire indizi, raccogliere equipaggiamento e informazioni, dialogare con personaggi. Per guadagnarsi il rispetto e riunire infine un esercito bisogna compiere diverse imprese, spesso svolgendo compiti per altri personaggi.
Si comincia da una mappa del regno, dove con un puntatore si può scegliere l'area in cui recarsi a cavallo. Ci sono sette aree tra cui due villaggi.
Giunti all'interno di un'area, lo schermo è diviso in finestre: si ha un'illustrazione generica del luogo e una pianta con visuale dall'alto, a scala ridotta e con scorrimento multidirezionale, dove il giocatore muove direttamente il protagonista a piedi.
Quando si entra ulteriormente in un edificio o si incontra un personaggio la schermata cambia ancora, mostrando una visuale ravvicinata e i menù per le azioni come dare, parlare, acquistare, ecc. Il gioco uscì con testi in inglese, francese o tedesco.
I sottogiochi che si possono affrontare durante l'avventura sono:
- torneo di tiro con l'arco, che si svolge impostando tramite icone i vari parametri dei tiri
- gara di braccio di ferro, basata sull'agitazione veloce del joystick
- gioco dei dadi, un gioco d'azzardo per vincere denaro
- duelli con la spada, che si verificano imprevedibilmente quando un sicario dell'usurpatore attacca il protagonista. Questa sequenza è un picchiaduro con visuale in prima persona sul cavaliere nemico, e in caso di sconfitta si perde l'intera partita.

Tra i vari luoghi visitabili ci sono le rovine del castello di famiglia, dove è possibile salvare il gioco e decidere quando andare in guerra. Radunato un esercito sufficiente si può terminare la fase di avventura e attaccare in campo aperto l'usurpatore. La battaglia consiste in un wargame tattico a turni, avendo a disposizione una quantità di truppe che dipende da ciò che si è riusciti a ottenere nella prima fase.
Se si vince la battaglia, c'è una terza e ultima fase, dove il protagonista, di nuovo solo, affronta un labirinto a scorrimento multidirezionale. Il labirinto è composto da più livelli in cui bisogna trovare l'uscita, alternati con sequenze sparatutto a schermata fissa. Per tutta la fase si ha una barra di energia che cala col tempo perso nel labirinto oltre che con i colpi subiti negli sparatutto.